# Ronald Nitschke
Ronald Nitschke, né le 10 août 1950 à Berlin-Ouest, est un acteur, acteur de doublage et réalisateur allemand. 

## Carrière
Depuis 1960, il joue dans plus de 200 films de fiction et diverses séries télévisées telles Un cas pour deux, Derrick , Tatort.
De 1967 à 1980, il se consacre également au théâtre, à Berlin. 
Sur le plan international, il participe à plusieurs productions américaines importantes. 
De 1979 à 2001, Ronald Nitschke est acteur de doublage et réalisateur. Il a écrit des dialogues allemands pour de nombreux longs métrages et plusieurs séries télévisées, notamment des films de Mel Brooks, Peter Bogdanovich, James Cameron, Francis Ford Coppola, Roger Corman, David Cronenberg, George A. Romero, Ken Russell, Martin Scorsese et Peter Weir.
Il prête souvent sa voix en tant qu'acteur de doublage à la star de cinéma Tommy Lee Jones. Il est également la voix allemande des acteurs Coluche (Deux heures moins le quart avant Jésus-Christ, Banzaï) et Jacques Villeret (Les Morfalous).

## Filmographie (sélection)

### Films
- 1985: Les Oies sauvages 2 de Peter Hunt: Le soldat allemand
- 1985: Touché ! de Jeff Kanew
- 1992: Une lueur dans la nuit de David Seltzer: Horst Drescher
- 1993: L'Innocent de John Schlesinger: Otto
- 1993: Si loin, si proche ! de Wim Wenders
- 1995: Trinità e Bambino... e adesso tocca a noi d’Enzo Barboni: Le shérif
- 2010: No worth a bullet de Markus F. Adrian: Walter Bukowski
- 2016: Strawberry Bubblegums de Benjamin Teske: Frank
- 2018: Nina de Marc Göbel: Rainer Schmidt
- 2019: Heritage de William von Tagen: Gerhard

### Téléfilms
- 1978: 1982: Gutenbach de Michael Verhoeven: Le policier Huber

- 1983: Reifenwechsel de Wolfang Storch: Halligan

- 2004: Opération Walkyrie : Le Generaloberst Erich Hoepner

### Séries télévisées
- 1965-1966: Die Bräute meiner Söhne (13 épisodes): Männi Seibold

- 1967: Landarzt Dr. Brock: Das Gerücht: Le représentant
- 1971: Tatort: Der Boss: Peter
- 1977: Bier und Spiele (10 épisodes)
- 1977: Tatort: Feuerzauber: Hächt
- 1978: Tatort: Sterne für den Orient
- 1979: Tatort: Ein Schuß zuviel: Le prisonnier
- 1984: Tatort: Haie vor Helgoland: Rolf Gerber
- 1985: Un cas pour deux: Otages (Fluchtgeld): Karl Scheppe
- 1986: Un cas pour deux: Le rêve de Fasold (Fasolds Traum): Delp
- 1987-1992: Praxis Bülowbogen (35 épisodes): Rudi Lehmann
- 1988: Tatort: Die Brüder: Mike Schultz
- 1988: Tatort: Pleitegeie : Holger Fries
- 1990: Tatort: Zeitzünder: Horst Kehrmann
- 1991: Un cas pour deux: Le dernier amour d’Hanna (Hannas letzte Liebe)
- 1996: En quête de preuves: Le squat (Fassadenschwindel)
- 1996: Alarmcode 112 (12 épisodes): Horst Duffort
- 1997: Derrick : La Bonne Décision (Gegenüberstellung): Arnold Leskow
- 1997: Tatort: Inflagranti: Peter Broders
- 1997: Alerte Cobra: Leichenwagen: Freytag
- 1999: Tatort: Der Heckenschütze: Helmut Giese
- 2000: Un cas pour deux: demain tu seras mort (Morgen bist du tot): Wolfgang Gräbner
- 2000: Siska: Le prix de la réussite (Der Erlkönig): Hajo Mensing
- 2000: Wolff, police criminelle: Mon père (Väter): Rudiger Warns
- 2000: Le Clown (deux épisodes): Joey
- 2003: Un cas pour deux: Petits arrangements entre amis (Gegen die Wand gefahren): Peter Roth
- 2003: Alerte Cobra: Countdown: Giering
- 2004: Un cas pour deux: Petits revenus complémentaires (Nebengeschäfte): Simon Basse
- 2004: En quête de preuves: La fille perdue (Die verlorene Tochter): Hendrik Marakow
- 2004: Tatort: Eine ehrliche Haut: Le reporter
- 2010: Un cas pour deux: Sous pression (Unter Druck): Fatzer
- 2011: In aller Freundschaft : Auf den zweiten Blick: Volker Angermann
- 2011: Brigade du crime (Soko Leipzig): Gefangen (épisode 2): Heinz
- 2013: Alerte Cobra: Die Nachtreporterin: Bernd Meier
- 2014: Tatort: Kaltstart

## Acteur de doublage

### Jeux vidéo
- 2012 : Far Cry 3 : Buck Hughes
- 2014 : Murdered: Soul Suspect : l'officier de police Baxter

### Films et séries
Doublage de l'acteur Tommy Lee Jones
- 1992 : Piège en haute mer : William Stranix
- 1993 : Le Fugitif : le Marshal Samuel Gerard
- 1993 : Entre ciel et terre : Steve Butler
- 1994 : Blown Away : Ryan Gaerity
- 1994 : Le Client : le "révérend" Roy Foltrigg
- 1994 : Tueurs nés : Warden Dwight McClusky
- 1997 : Men in Black : Agent K
- 1997 : Volcano : Mike Roark
- 1998 : US Marshals : l'adjoint en chef Marshal Samuel Gerard
- 1999 : Double Jeu : Travis Lehman
- 2000 : L'Enfer du devoir : le colonel Hayes "Hodge" Hodges
- 2000 : Space Cowboys : le colonel Hawk Hawkins
- 2002 : Tueurs nés : Dwight McClusky
- 2002 : Men in Black 2 : l'agent K/ Kevin Brown
- 2003 : Les Disparues : Samuel Jones
- 2003 : Traqués : L.T. Bonham
- 2005 : Trois enterrements : Pete Perkins
- 2007 : No Country for Old Men : le shérif Tom Bell
- 2009 : Dans la brume électrique : Dave Robicheaux
- 2010 : The Company Men : Gene McClary
- 2012 : Crimes de guerre : le général Douglas MacArthur
- 2012 : Men in Black 3 : l'agent K/ Kevin Brown
- 2012 : Tous les espoirs sont permis : Arnold Soames
- 2014 : The Homesman : George Briggs
- 2016 : Jason Bourne : Robert Dewey
- 2016 : Criminal : Un espion dans la tête : Dr Franks
- 2016 : Mechanic: Resurrection : Max Adams

Films
- 1979 : Chromosome 3 : Frank Carveth (Art Hindle (en))
- 1979 : Les Guerriers de la nuit : Cleon (Dorsey Wright)
- 1982 : Deux Heures moins le quart avant Jésus-Christ : Ben–Hur Marcel (Coluche)
- 1983 : Banzaï : Michel (Coluche)
- 1983 : Outsiders : Dallas "Dally" Winston (Matt Dillon)
- 1983 : Rusty James : Rusty James (Matt Dillon)
- 1984 : Les Jours et les nuits de China Blue : Donny Hopper (Bruce Davison)
- 1984 : Les Morfalous : Béral (Jacques Villeret)
- 1985 : Une créature de rêve : Chet Donnelly (Bill Paxton)
- 1985 : Profession : Génie : Bodie (Tommy Swerdlow)
- 1987 : Boire et Déboires : Walter Davis (Bruce Willis)
- 1991 : Terminator 2 : Le Jugement dernier : T1000 (Robert Patrick)
- 1992 : La mort vous va si bien : Dr Ernst Menville (Bruce Willis)
- 1993 : L'Attaque de la femme de 50 pieds : Harry Harcher (Daniel Baldwin)
- 1993 : True Romance : Big Don (Samuel L. Jackson)
- 1993 : Jurassic Park : Ray Arnold (Samuel L. Jackson)
- 1994 : Milliardaire malgré lui : Charlie Lang (Nicolas Cage)
- 1994 : Un ange gardien pour Tess : Doug Chesnic (Nicolas Cage)
- 1995 : Apollo 13 : Fred Haise (Bill Paxton)
- 2002 : Adaptation : Charlie/ Donald Kaufman (Nicolas Cage)
- 2002 : Auto Focus : John Carpenter (Willem Dafoe)
- 2003 : Les Associés : Roy Waller (Nicolas Cage)
- 2012 : Django Unchained : Marshal Gill Tatum (Tom Wopat)
- 2013 : Code ennemi : Max (Richard Brake)
- 2013 : Les Flingueuses : Hale (Demian Bichir)
- 2014 : Kill Me Three Times : Bruce Jones (Bryan Brown)
- 2014 : Transformers : L'Âge de l'extinction : Harold Attinger (Kelsey Grammer)
- 2016 : Life on the Line : Beau (John Travolta)

Séries
- 2012-2014 : Longmire : Jacob Nighthorse (A. Martinez)
- 2013-2014 : The Killing : Carl Reddick (Gregg Henry)
- 2013-2014 : The Millers : Tom Miller (Beau Bridges)
- 2015-2017 : Fear the Walking Dead : Travis Manawa (Cliff Curtis)
- 2015- : Narcos : Javier Peña (Pedro Pascal)
- 2016- : Shadowhunters : Valentine Morgenstern (Alan Van Sprang)

## Distinctions
- 2010 : Los Angeles Movie Awards, catégorie meilleur acteur pour Not Worth a Bullet
- 2010 : Los Angeles Reel Film Festival, catégorie meilleur acteur pour Not Worth a Bullet